# Bob Packwood
Bob Packwood (Portland, 1932. szeptember 11. –) az Amerikai Egyesült Államok szenátora (Oregon, 1969–1996).